# Волошинов Віталій Борисович
Віталій Борисович Волошинов (20 березня 1947 року, м. Берлін, Німеччина — 28 вересня 2019 року, м. Москва, Росія) — радянський і російський фізик, вчений у галузі акустоптики, заслужений викладач Московського університету.

## Біографія
Віталій Борисович закінчив англійську спецшколу № 1 в Сокольниках i музичну школу № 1 ім. С. С. Прокоф'єва в 1965 році.
У 1971 році закінчив фізичний факультет Московського державного університету ім. М. В. Ломоносова з відзнакою та нагородою за кращу дипломну роботу.
В 1971—1973 роках працював на посаді інженера і старшого інженера-дослідника в НДІ Приладів космічної техніки.
У 1977 році по завершенню аспірантури альма-матер захистив кандидатську дисертацію за темою «управління світловими пучками з використанням дифракції Брегга в оптично анізотропному середовищі» за спеціальністю № 01.04.03 радіофізика і квантова електроніка.
З 1976 року — науковий співробітник фізичного факультету МДУ.
C 1992 року — доцент фізичного факультету МДУ.
Підготував 15 кандидатів наук.
Учасник проекту Корпус експертів з природничих наук, має 1683 цитування його праць за період після 1976 року.
Раптово помер 28 вересня 2019 року в Москві.
Похований на Митинському кладовищі в Москві.

## Наукові дослідження
- Науковий керівник національних і міжнародних дослідницьких проектів і грантів (CRDF[11], RFBR[12] та ін.).
- У 1989 р. створено перебудовуваний широкоапертурний (до 52° оптичної апертури) акустооптичний фільтр для обробки зображень у видимому, ближньому і середньому ІЧ-діапазонах[13].
- На початку 1990-х рр .. В. Б. Волошиновим був вперше запропонований квазіколлінеарний акустооптіческій фільтр на кристалі парателлуріта, що істотно розширило можливості і діапазон застосування акустооптіческіх пристроїв[14] [15] [16].
- На початку 2000-х Ст. Б. Волошинов спільно з Н. В. Полікарповою експериментально зареєстрували акустооптичним методом зворотне відображення акустичних хвиль на межі розділу двох середовищ. З цього часу під його керівництвом почалося систематичне дослідження цього незвичайного явища[17] [16].

## Викладацька діяльність
На відділенні радіофізики читав лекції та спецкурси, вів фізпрактикум:
- Оптичний зв'язок,
- Фізичні основи електро- та акустооптики,
- Акустооптична взаємодія в анізотропних середовищах,
- Сучасні проблеми акустооптики,
- Практикум з фізики коливань.

## Публікації
Опублікував 335 статей у провідних вітчизняних і зарубіжних журналах:
Applied Optics, Optical Engineering, Journal Of Optics A: Pure And Applied Optics, Optics & Laser Technology, Optics Letters, Acta Physica Polonica A, Quantum Electronics, Physics of Wave Phenomena, Радиотехника и Электроника, Вестник Московского университета,
3 книги, 139 доповідей на конференціях, 222 тези доповідей, 9 НДР, 9 патентів, 2 членства в редколегіях збірників, 6 членств в комітетах міжнародних конференцій, 15 дисертацій, 59 дипломних рабіт, 21 навчальний курс, 1 виступ у ЗМІ.
- В. Б. Волошинов, О. В. Миронов. Широкоапертурный акустооптический фильтр для среднего ИК диапазона спектра // Оптика и спектроскопия. — 1990. — Т. 68, вып. 2. — С. 452—457.
- Vitaly B. Voloshinov. Close to collinear acousto-optical interaction in paratellurite (англ.) // Optical Engineering. — 1992. — 1 October (vol. 31, iss. 10). — DOI:10.1117/12.58877
- Буров,, В. А. Акустические волны в метаматериалах, кристаллах и структурах с аномальным преломлением / В. А. Буров,, В. Б. Волошинов, К. В. Дмитриев, … [и др.] // УФН: журн. — 2011. — С. 1205—1211.
- Парыгин В. Н. Электрооптика, акустооптика и оптическая обработка информации на кафедре физики колебаний МГУ / Парыгин В. Н., Балакший В. И., В. Б. Волошинов, // Радиотехника и электроника: журн. — 2001. — Т. 46, № 7. — С. 775—792.
- Polikarpova N., Voloshinov V. Reflection of Plane Elastic Waves in Acousto-Optic Crystal Tellurium Dioxide // Proc. 5-th World Congress on Ultrasonics WCU 2003, September 7-10,. — Paris, France, 2003. — DOI:10.1121/1.3050307